# Apolipoproteína A1
La apolipoproteína A1, también llamada (ApoA-1), es una apolipoproteína que en la especie humana es codificada por el gen APOA1, el cual se halla en el brazo largo del cromosoma 11.

## Función
Sus funciones principales son el mantenimiento de la integridad de la estructura de las partículas de lipoproteína de alta densidad, de las que son el principal componente proteico, y actuar como  cofactor de la Lecitin Colesterol Acil Transferasa (LCAT), enzima responsable de la esterificación del colesterol.

## Deficiencia
La deficiencia de la apolipoproteína A1 es un trastorno poco frecuente de origen genético que se caracteriza por la ausencia total de apolipoproteína A1 en sangre y una concentración muy baja de lipoproteínas de alta densidad (HDL) en plasma.